# Ясеница-Замковая
Ясеница-Замковая (укр. Ясениця-Замкова) — село в Стрелковской сельской общине Самборского района Львовской области Украины.

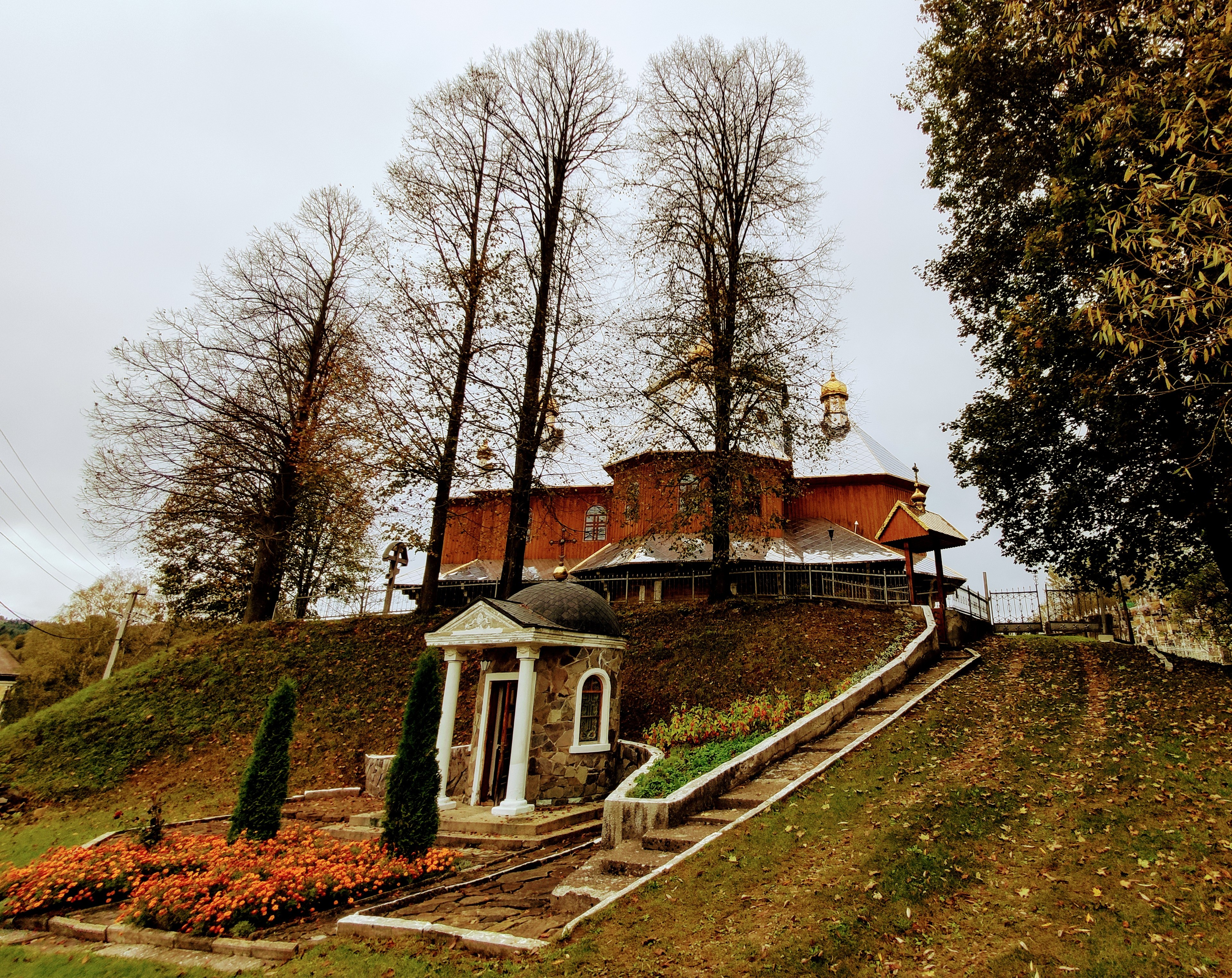
Церковь Архистратига Михаила в селе Ясеница-Замковая

Население по переписи 2001 года составляло 1594 человека. Занимает площадь 3,627 км². Почтовый индекс — 82097. Телефонный код — 3238.